# Штокхаузен, Ганс-Геррит фон
Ганс-Геррит фон Штокхаузен (нем. Hans-Gerrit von Stockhausen; 11 августа 1907, Кассель — 15 января 1943, Берлин) — немецкий офицер-подводник, капитан 3-го ранга (1 ноября 1940 года).

## Биография
12 октября 1926 года поступил на флот кадетом. 1 октября 1930 года произведен в лейтенанты.
Служил на миноносце «Ягуар». В июле 1935 года переведен в подводный флот и 30 ноября получил лодку U-13. С 30 сентября 1937 года по декабрь 1939 года занимал руководящие должности в командовании подводным флотом; один из помощников Карла Дёница в создании флота.

## Вторая мировая война
С 15 февраля 1940 года командир U-65 (тип IX-B), входившей во 2-ю флотилию подводных лодок в Бресте. Совершил на ней 5 походов (проведя в море в общей сложности 195 суток).
В первом походе в июне 1940 года Штокхаузен потопил французский пароход «Шамплан» (28 124 брт) — одно из самых крупных потопленных германскими подводниками за время войны судов.
14 января 1941 года награждён Рыцарским крестом.
С 24 марта 1941 года — командир 26-й флотилии подводных лодок (Пиллау).
Погиб в автокатастрофе.
Всего за время военных действий Штокхаузен потопил 13 судов (общим водоизмещением 68 738 брт) и повредил 3 судна (водоизмещением 22 490 брт).